# Mervyn LeRoy
Mervyn LeRoy (San Francisco, 15 de octubre de 1900-Beverly Hills, 13 de septiembre de 1987) fue un director de cine, así como productor estadounidense que logró grandes éxitos.

## Carrera
Mervyn LeRoy nació de padres judío americanos en San Francisco, California. Su familia, que tenía unos grandes almacenes, se arruinó con el terremoto de 1906 ocurrido en esa ciudad. 
Para ganar dinero, LeRoy vendió periódicos y luego empezó a cantar, hasta trabajar en un vaudeville.

### Inicio en el cine mudo
Con su primo Jesse Lasky, LeRoy pronto fue a Hollywood, y comenzó a trabajar en el cine mudo mientras que su primo se convertía en productor; se encargó inicialmente de los trajes y de laboratorios; luego, fue asistente del cámara y escritor de historias cómicas. 
Con esa experiencia, ya en 1927 hizo una primera dirección, para el rodaje de La frontera del amor (No Place to Go). Cuando sus películas de muy poca inversión empezaron a ser rentables, LeRoy fue ganando renombre en el gremio. Hasta 1929 rodó ocho películas, que le afirmaron en ese mundo.

### En el cine sonoro
Su carrera más destacada empezó en realidad con el cine sonoro, al que pasó sin transición, y destacó por su sólida flexibilidad. 
Ya en 1931, LeRoy dirigió dos filmes clave con Edward G. Robinson: el hoy clásico del cine de gánsteres Little Caesar y Five Star Final, ambas de 1931.
En esa década hizo: Esta noche o nunca (Tonight or Never, 1931); Dos segundos (Two Seconds, 1932); Tres vidas de mujer (Three on a Match, 1932); Soy un fugitivo (I Am a Fugitive from a Chain Gang, 1932); y tres filmes seguidos de 1933: Gold Diggers of 1933; Tugboat Annie y The World Changes.
De inmediato, dirigió I Found Stella Parish (1935); Anthony Adverse (1936); Ellos no olvidarán (They won't Forget, 1937), de trasfondo racial en el Sur de EE. UU. 
En 1938, LeRoy fue elegido como cabeza de producción de la MGM. Gracias a su habilidad, estos estudios produjeron El mago de Oz (1939); y fue nominado en 1940 como productor de este film popular.
En 1940, LeRoy rodó un melodrama, El puente de Waterloo, que fue la primera película en la que actuó Vivien Leigh, tras hacer Lo que el viento se llevó. Narra los amores trágicos de un oficial británico de familia conocida (Robert Taylor) con una joven bailarina. E hizo además una curiosa Evasión (Escape, 1940), sobre un best seller de Ethel Vance, que narraba la violencia política del nazismo y constituye una de sus obras maestras.
Asimismo destacó su Senda prohibida (Johnny Eager, 1942), film muy intenso, de transición casi insensible al cine negro; trata de un gánster, Johnny (Robert Taylor), que lleva una doble vida, pues en apariencia vive en una humilde casa con sus parientes, pero en realidad es el rey del juego ilegal de galgos y un delincuente cínico; una bella chica Lana Turner se enamora de él, lo que da lugar a una acción dramática trepidante y al desenmascaramiento final de Johnny.
Fue nominado LeRoy en 1943 Mejor Director por Random Harvest; y recibió el Oscar Honorífico en 1946, año en que rodó una divertida Sucedió en el tren, con Claudette Colbert y John Wayne. Se le considera además responsable del descubrimiento de Clark Gable y Lana Turner, así como de Loretta Young y Robert Mitchum. 
Los dos primeros, Clark Gable y Lana Turner, trabajarían además con Anne Baxter en La rival, de 1948; los tres destacarían especialmente en esa película de gran emoción y notable factura, sobre amores y compromiso social en medio de la Segunda Guerra Mundial; fue un melodrama bien medido y de alta calidad. 
Un año después rodó Mundos opuestos (East Side, West Side, 1949), con un puñado de actores selectos otra vez —Barbara Stanwyck, James Mason, Ava Gardner, Van Heflin, Cyd Charisse— para representar un drama amoroso con una crisis radical, producido por la irrupción de una mujer fatal, Ava Gardner, en un matrimonio de la alta sociedad de Nueva York, el formado por Stanwyck y el donjuanesco Mason. 
Concluyó esa década con su curiosa Mujercitas (Little Women, 1949), película que había tenido éxito hacía años con George Cukor, pero que rodó con gracia. En los años 50, LeRoy dirigió diversos filmes musicales: Lovely to Look At, Million Dollar Mermaid, Mi amor brasileño y Rosse Marie. Así como Quo Vadis?, un famoso peplum, con Robert Taylor, Deborah Kerr y Peter Ustinov. 
Se pasó luego a la compañía Warner Brothers, donde realizó películas como Escala en Hawai (Mister Roberts, 1955), La mala semilla (The Bad Seed), No hay tiempo para sargentos (No Time for Sergeants). 
Destacó en la película de un presunto trastorno continuado, en Después de la oscuridad, 1958, con  Jean Simmons; la joven mujer padece cierto desequilibrio debido a sus relaciones; tras estar internada su marido, desafecto de ella, la lleva de nuevo a su casa, que es de ella, donde viven su hermanastra y su madrastra, ambas de sentimientos ambiguos con ella, que la laceran. Recibe dos apoyos: de un viejo amigo y de un inquilino judío, docente en la universidad. Así que paralelamente interfiere el antisemitismo en los EE. UU., en un relato psicológico lleno de ambivalencias.
Luego hizo FBI contra el imperio del crimen (The FBI Story, 1959) y La reina del Vaudeville (Gypsy).
LeRoy se retiró en 1965; y fue escribiendo su autobiografía, Take One, que publicó en 1974. Murió en Beverly Hills, California. Tiene una estrella en el Paseo de la Fama de Hollywood en el nº1560 de Vine Street.

## Filmografía seleccionada
- La frontera del amor (1927)
- Flying Romeos (1928)
- Yo quiero un millonario (1928)
- La señorita sin miedo (1928)
- El hacha de la clase (1928)
- Little Johnny Jones (1929)
- Broadway Babies (1929)
- Playing Around (1930)
- Numbered Men (1930)
- Little Caesar (1931)
- Sed de escándalo (1931)
- Tonight or Never (1931)
- Two Seconds (1932)
- Tres vidas de mujer (1932)
- Soy un fugitivo (1932)
- Gold Diggers of 1933 (1933)
- Tugboat Annie (1933)
- The World Changes (1933)
- I Found Stella Parish (1935)
- Anthony Adverse (1936)
- Ellos no olvidarán (They Won't Forget, 1937)
- El puente de Waterloo (Waterloo Bridge, 1940)
- Evasión / Escape, (1940)
- De corazón a corazón (Blossoms in the Dust, 1941)
- Senda prohibida (Johnny Eager, 1942)
- Niebla en el pasado (Random Harvest, 1942)
- Madame Curie (1943)
- Treinta segundos sobre Tokio (1944)
- The House I Live In (1945)
- Without Reservations (1946)
- The homecoming (1948)
- East Side, West Side (1949)
- Mujercitas (1949)
- Quo Vadis? (1951)
- Million Dollar Mermaid (1952)
- Escala en Hawai (1955)
- La mala semilla (1956)
- Toward the Unknown (1956)
- No hay tiempo para sargentos (1958)
- Después de la oscuridad (1958)
- FBI contra el imperio del crimen (1959)
- A Majority of One (1961)
- El diablo a las cuatro (1961)
- Gypsy (1962)

## Premios y distinciones
Premios Óscar
| Año  | Categoría                          | Película                           | Resultado |
| ---- | ---------------------------------- | ---------------------------------- | --------- |
| 1943 | Mejor Director                     | Niebla en el pasado                | Nominado  |
| 1976 | Premio Memorial Irving G. Thalberg | Premio Memorial Irving G. Thalberg | Ganador   |